# Argoules
Argoules là một thị trấn của tỉnh Somme, thuộc vùng Hauts-de-France, miền bắc nước Pháp.

## Dân số
| 1851                                                    | ? | 1954 | ? | 1962 | 1968 | 1975 | 1982 | 1990 | 1999 |
| ------------------------------------------------------- | - | ---- | - | ---- | ---- | ---- | ---- | ---- | ---- |
| 773                                                     |   | 736  |   | 460  | 446  | 560  | 451  | 363  | 335  |
| Kết quả điều tra từ năm 1962, dân số không tính hai lần |   |      |   |      |      |      |      |      |      |